# Ранчеттс (Вайомінг)
Ранчеттс (англ. Ranchettes) — переписна місцевість (CDP) в США, в окрузі Ларамі штату Вайомінг. Населення — 6199 осіб (2020).

## Географія
Ранчеттс розташований за координатами 41°13′6″ пн. ш. 104°46′22″ зх. д. / 41.21833° пн. ш. 104.77278° зх. д. (41.218379, -104.772913).  За даними Бюро перепису населення США в 2010 році переписна місцевість мала площу 127,41 км², уся площа — суходіл.

## Демографія
Згідно з переписом 2010 року, у переписній місцевості мешкало 5798 осіб у 2195 домогосподарствах у складі 1821 родини. Густота населення становила 46 осіб/км².  Було 2261 помешкання (18/км²).
Расовий склад населення:
| - 94,6 % — білих - 0,9 % — чорних або афроамериканців - 0,9 % — азіатів - 0,4 % — корінних американців - 0,1 % — вихідців з тихоокеанських островів - 1,4 % — осіб інших рас |

До двох чи більше рас належало 1,6 %. Частка іспаномовних становила 6,0 % від усіх жителів.
За віковим діапазоном населення розподілялося таким чином: 22,0 % — особи молодші 18 років, 63,4 % — особи у віці 18—64 років, 14,6 % — особи у віці 65 років та старші. Медіана віку мешканця становила 46,8 року. На 100 осіб жіночої статі у переписній місцевості припадало 103,9 чоловіків;  на 100 жінок у віці від 18 років та старших — 104,5 чоловіків також старших 18 років.
Середній дохід на одне домашнє господарство  становив 115 529 доларів США (медіана — 93 792), а середній дохід на одну сім'ю — 128 776 доларів (медіана — 109 583). За межею бідності перебувало 3,1 % осіб, у тому числі 5,8 % дітей у віці до 18 років та 4,0 % осіб у віці 65 років та старших.
Цивільне працевлаштоване населення становило 3185 осіб. Основні галузі зайнятості: освіта, охорона здоров'я та соціальна допомога — 25,4 %, публічна адміністрація — 14,4 %, науковці, спеціалісти, менеджери — 10,5 %, роздрібна торгівля — 9,8 %.